# 2С1 Гвоздика
2С1 Гвоздика (на български: карамфил) е съветска самоходна артилерийска гаубица. Разработена е върху шасито на МТ-ЛБ и има амфибийни възможности.

## История и конструкция
Работата върху новата гаубица започва през 1967. Първият прототип 2С1 е създаден през 1969. Приета е на въоръжение през 1971. Серийното производство започва една година по-късно. За пръв път е забелязана публично на полски военен парад през 1974. Оттам идва и американското ѝ название М1974.
2С1 прилича много на ПТ-76, но е създадена на базата на МТ-ЛБ. Оръдието се базира на гаубицата Д-30. Машината има ЯХБЗ и е снабдена с прибори за инфрачервено виждане. Гвоздика е широко разпространена и формира значителна част от артилерийското въоръжение на много страни. Обикновено една танкова дивизия разполага с 36 установки, а една моторизирана пехотна дивизия – със 72.
Най-масовите оператори на 2С1 са Русия, България, Украйна, Полша и Сирия. На въоръжение в Българската армия е от 1979 г.  Произвеждана е и в България край град Червен бряг 

## Варианти

### България
- БМП-23 – бойна машина на пехотата с шаси на 2С1 и купол, подобен на този на БМП-2 с 23-мм оръдие. Допълнителното въоръжение включва 2 ПТУР 9К11 Малютка и една картечница ПКТ с калибър 7,62 мм. Снабдена е с по-мощен двигател с 315 к.с. Екипажът е намален до 3 души, но има възможност за превоз на още 7. Запасът от ход е увеличен на 600 км. Приет на въоръжение през 1985.[3]
  - БМП-23Д – подобрена версия с нови ПТУР 9К111 и димни гранатомети.
- БРМ-23 – разузнавателен вариант, прототипен модел.
- БМП-30 – модифицирана БМП-23 с купол, директно взет от БМП-2. Произведени бройки – 10.

### Иран
- Раад-1 – ирански вариант с каросерия на Бораг.

### Полша
- 2С1М – полски вариант с подобрен амфибиен комплект.

### Румъния
- Модел 89 – румънски вариант с шаси на МЛИ-84.

### СССР
- МТ-ЛБу – МТ-ЛБ с шаси и двигател на 2С1.
- УР-77 Метеорит – минипочистваща машина с надстройка вместо купол. Надстройката има две рампи за изстрелване ракети, които изтеглят дълги маркучи. След като ракетите се приземят, маркучите се взривяват и всички мини в посочения район експлодират в резултат на това.
- РХМ Кашалот – машина за химическо и биологично разузнаване с оборудване за засичане на замърсявания, аларми и маркировъчни апарати. Купол на МТ-ЛБ.
  - РХМ-К – команден вариант на РХМ с комуникационна апаратура, но без сензори за замърсяване.

### Судан
- Абу Фатма – строен по лиценз 2С1 в Судан.

## Допълнителни характеристики
| Калибър, мм                                     | 122       |
| Ъгъл на обстрела, градуси                       |           |
| Хоризонтален                                    | 360       |
| Вертикален                                      | -3....+70 |
| Максимална далекобойност, м                     | 15 200    |
| Снаряди                                         | 40        |
| осколъчно-фугасни                               | 35        |
| кумулативни                                     | 5         |
| Маса на боеприпасите, кг                        |           |
| осколъчно-фугасни                               | 21,7      |
| кумулативни                                     | 18,2      |
| Скорострелност (изстр./мин)                     | 4 – 5     |
| Време за привеждане в боен режим и обратно, мин | макс. 2   |
| Екипаж                                          | 4         |
| Маса при пълно бойно снаряжение, кг             | 15 700±2% |
| Габаритни размери, мм                           |           |
| дължина                                         | 7260±50   |
| ширина                                          | 2850±30   |
| височина                                        | 2725±50   |
| Максимална скорост във вода, км/ч               | 4,5       |
| Начална скорост на боеприпаса, м/с              | 685       |
| Максимална дължина на откат, мм                 | 600       |

## Оператори
- Абхазия
- Азербайджан – 15
- Алжир – 145
- Ангола
- Армения – 10
- Беларус – 246
- Босна и Херцеговина – 14
- България – 500+
- Виетнам
- Грузия – 85
- Етиопия
- Зимбабве – 12
- Ирак
- Иран
- Йемен
- Казахстан – 10
- Куба
- Либия – 130
- Пешмерга (кюрдистански опълчения)
- Полша – 533
- Румъния – 48
- Русия – 1725
- Сирия – 400
- Словакия – 49
- Словения – 8, в резерв
- Сърбия – 72
- Узбекистан
- Украйна – 638
- Унгария
- Уругвай – 12
- Финландия – 72
- Хърватия – 8